# Contendas do Sincorá
Contendas do Sincorá – miasto i gmina w Brazylii, w stanie Bahia. Znajduje się w mezoregionie Centro-Sul Baiano i mikroregionie Seabra.